# Józef Bernard Pruszak
Józef Bernard Pruszak herbu Leliwa (ur. 1702, zm. 24 sierpnia 1774) – kasztelan gdański w latach 1766–1774, polityk, działacz sejmowy.

## Życiorys
Urodzony w rodzinie szlachty pruskiej, jako syn Aleksandra, pisarza ziemskiego pomorskiego i Marianny z Trzcińskich, sędzianki chełmińskiej). Od wczesnych lat przygotowywany do służby wojskowej i publicznej. Już w 1730 zostaje posłem tczewskim na sejm w 1731 (zerwany), jako pisarz ziemski pomorski (może pro tunc?). W 1731 obrany sędzią ziemskim mirachowskim. W 1733 po śmierci Augusta II, obrany sędzią kapturowym województwa pomorskiego i posłem tczewskim na sejm konwokacyjny. Na sejmie elekcyjnym wbrew instrukcjom sejmikowym poparł Augusta III. Również w 1735 obrany posłem pomorskim na sejm pacyfikacyjny, gdzie próbował wzmocnić pozycję stronnictwa saskiego. Po objęciu władzy przez Augusta III, związał się z Familią Czartoryskich, dzięki których poparciu został w 1746 deputatem na Trybunał Koronny. Pod koniec lat 50. XVIII wieku po zerwaniu Familii z dworem, opowiedział się po stronie dworu. Podpisał w 1759 manifest tzw. "Patriotów Pruskich" wymierzony w Pawła Michała Mostowskiego, nieuznawanego przez szlachtę pruską wojewodę pomorskiego. Daleko było mu jednak do radykalizmu przywódców tego stronnictwa. W 1763 obrany komisarzem na Trybunał Skarbowy Koronny w Radomiu. W tym czasie ponownie zbliżył się do obozu "Familii". Po objęciu tronu przez Stanisława Augusta, stronnictwo dworskie zdecydowało się na powierzenie mu urzędu kasztelana gdańskiego. Próbował w tym czasie nie dopuścić do konfederacji malkontentów w Prusach. Podczas Konfederacji Barskiej, zachowywał neutralność, mimo że młodsi synowie Wojciech i Józef wzięli w niej czynny udział. Z początkiem 1772 wraz z innymi senatorami pruskimi protestował u króla pruskiego wobec postępowania jego wojsk w Prusach Królewskich. Po upadku Konfederacji i I rozbiorze był zmuszony poprzez syna złożyć hołd Fryderykowi II. Był to faktyczny kres jego wieloletniej działalności publicznej. Zmarł jesienią 1774.

## Rodzina
Pochodził ze starej niemieckiej rodziny rycerskiej, która wedle tradycji nosiła nazwisko von Preuss. Był dwukrotnie żonaty. Pierwszą żoną była Elżbieta Pląskowska (zm. ok. 1735), sędzianka ziemska świecka, córka Mikołaja, z którą miał co najmniej pięcioro dzieci, z nich najbardziej znany był Tomasz. Drugą jego małżonką była Elżbieta (Justyna) Grabowska (zm. 1796), kasztelanka chełmińska, córka Andrzeja Teodora, a siostra Adama Stanisława, biskupa warmińskiego i Jana Michała, kasztelana gdańskiego i elbląskiego. Z drugiego małżeństwa syn Józef (1738-1803), był rotmistrzem pomorskim, porucznikiem wojsk koronnych, uczestnikiem konfederacji barskiej, a w 1769 ławnym ziemskim mirachowskim. Po roku 1772 osiadł w Warszawie.